# Michael Matthews (compositor)
Michael Matthews, nacido el 28 de agosto de 1950, en Gander, Terranova, Canadá, es un compositor y fotógrafo. Matthews completó un doctorado en composición en la Universidad Estatal del Norte de Texas en 1985. Matthews es miembro de la Real Sociedad Canadiense y trabaja en Victoria, Columbia Británica.
Las fotografías abstractas de Matthews pueden apreciarse en Alemania y EE. UU.  La editorial At Bay Press ha publicado recientemente Gibbous Moon, el cual es un libro de fotografía y poesía elaborado con la colaboración del poeta Dennis Cooley.

## Primeros años de vida
Michael Matthews nació en Gander, Terranova del año 1950. En ese entonces su padre John Matthews trabajaba para KLM Royal Dutch Airlines como jefe de operaciones terrestres. Matthews era aún bebé cuando su familia se mudó a Miami, Florida, donde su padre aceptó un trabajo con la aerolínea Pan Am. Durante su infancia, Matthews vivió en Miami, Kingston (Jamaica), Managua (Nicaragua), Puerto España y Piarco (Trinidad) y Karachi (Pakistán), donde estudió y se graduó en la Escuela Americana de Karachi. Estudió un año de ingeniería aeronáutica en la Universidad de Purdue y se trasladó a Los Ángeles, donde se centró en la música. Tras doctorarse en composición y dirección de orquesta, Matthews aceptó un puesto de profesor durante nueve meses en Winnipeg, en la Universidad de Manitoba. A esto le siguieron dos años de docencia en la Universidad Mokwon en Taejon, Corea, y posteriormente regresó a Canadá para ocupar un puesto de profesor titular como director del Departamento de Composición en la Escuela de Música de la Universidad de Manitoba (actualmente Facultad de Música Desautels) 

## Formación
Entre sus profesores de composición se encuentran Larry Austin, de la Escuela de Música de la Universidad del Norte de Texas (anteriormente la Universidad Estatal del Norte de Texas), Ben Glovinsky, de la Universidad Estatal de Sacramento, y Aurelio de la Vega, de la Universidad Estatal de California de Northridge. 

## Carrera
Desde 1985 hasta 2012, Matthews fue director del departamento de composición de la Facultad de Música de Marcel A. Desautels de la Universidad de Manitoba en Winnipeg, ahora él es profesor emérito en dicha universidad.  Matthews es un director de orquesta, fundador y director artístico de la nueva serie de música GroundSwell en Winnipeg.  Desde el 2002 hasta el 2004 fue un compositor residente de la Orquesta Sinfónica de Saskatoon.
Matthews es miembro de la Comunidad Electroacústica Canadiense, de la Liga Canadiense de Compositores y compositor asociado del Centro Musical Canadiense. 

## Composiciones Seleccionadas
Fuente: 
Las obras de Matthew están publicadas por el Centro de Música Canadiense y por Edición Universal 
- Llueve suavemente con luz para cl/b.cl.vn.pf. Encargo de GroundSwell y Madeline Hildebrand (2021)
- Hasta que nuestros cuerpos se deslicen hacia la noche para cl/b.cl.vc.pf. Encargo de SOLI Chamber Ensemble (2020) [17]
- Luz perecedera para viola/viola d'amore y percusión. Encargo de Park Sounds (2019) [18]
- Septeto para fl.ob.cl/b.cl.sax.vn.vc.pf. Encargo de Ensemble Mosaik (2016)
- Sólo queda el desierto para soprano y orquesta de cámara. Encargo de la Orquesta de Cámara de Montreal (2014)
- Y el cielo atrapado para clarinete (clarinete bajo), viola y piano (2012)
- Cuarteto de Cuerda n.º 4 Encargo de Penderecki String Quartet (2011)
- Seis poemas de Novic Tadić para Mezzosoprano y Orquesta de Cámara (2008)
- El Viento Helado para Woodwind Quintet (2007)
- De Reflejo a Fulgor para Piano y Cinta (2007)
- Einklang para Dos Pianos (2007)
- Música Nocturna para Violín y Piano (2007)
- El lenguaje del Agua para Orquesta de Cuerda (2006)
- La Piel de la Noche para Saxofón y Piano (2006)
- 3 Dúos (Libro I) para Violín y Viola (2005)
- Cuarteto de Cuerda nº 3 (2005)
- Sinfonía nº 3 (2005)
- Ópera de cámara del Príncipe Kaspar basada en un libretto de Per Brask (2005)
- Cuarteto para Piano (2004)
- Lejos, Arráncate para Quinteto de Viento y Cinta (2003)
- Las Blancas Sombras para Voz y Guitarra (2003)
- Cuarteto de Cuerda nº 2 (2003)
- Partículas de Uno para Violín y Orquesta de cámara (2002)
- Preludio a Macbeth para Orquesta (2002)
- Hommage à György Kurtág para 2 Violines y 2 Violonchelos (2002)
- Fragmentos de canciones para Violonchelo y Piano (2002)
- Sinfonía n.º 2 (2001)
- En el Borde Exterior para Cinta (2001)
- Jardín Vertical para Flauta y Cinta (2001)
- Preguntándose para solo de Viola (2001)
- Concierto para Chelo (2001)
- Miniaturas para Cuarteto de Cuerda (2000)
- Fantasía/Nocturna para Piano (1999)
- Cuarteto de Cuerda nº 1 (1999)
- ... de los mundos rodantes para Clarinete Bajo y Cinta (1999)
- Ernst Toller: Réquiem por una idea para Violonchelo y Actor (1999)
- Partita - Imágenes/Fragmentos para Violín y Piano (1999)
- En la Página de la Noche para Orquesta (1998)
- Concierto para Piano (1998)
- Bocetos de Lorca para Orquesta de Cuerda (1997)
- Postludio para Piano (1997)
- Sinfonía nº 1 (1997)
- Dos Interludios para Orquesta (1996)
- Deux chansons d'amour para Voz y Piano (1996)
- Pradera Nocturna para Coro SATB (1995)
- En el Vacío, Sobre el Vacío para Soprano y Cinta (1994)
- Dos Piezas Nocturnas para Cuatro Voces Masculinas (1994)
- Capas para Vibráfono y Cinta (1993)
- Espejos Dispersos para Piano (1993)
- Fuera de la Tierra para Soprano y Conjunto de Cámara (1993)
- Entre las Alas de la Tierra para Orquesta de Cámara (1993)
- Habitaciones de Luz para Coro SATB (1992)
- Cuatro Canciones de Japón para Soprano, Viola y Fortepiano (1991)
- Paisaje para Piano y Orquesta de Cuerda (1990)
- Del tiempo y del Cielo para Piano (1990)
- El Primer Mar para Clarinete Bajo y Cinta (1989)
- Bocetos de Viento para Octeto de Viento (1988)
- El Campo Lejano para Orquesta (1987)
- Fantasía para Violín (1985)

## Grabaciones
Cuartetos de Cuerda n.º 2 y n.º 3, Miniaturas. Cuarteto de Cuerda Agua Clara, Ravello Records 7910, 2015. 